# Jan Jeszka
Jan Jeszka (ur. 1950, zm. 25 kwietnia 2018) – polski naukowiec, specjalista żywienia, etiolog, prof. dr hab.

## Życiorys
Jan Jeszka urodził się w 1950. Pełnił funkcję kierownika Katedry Higieny Żywienia Człowieka na Wydziale Nauk o Żywności i Żywieniu Uniwersytetu Przyrodniczego w Poznaniu. W 1992 uzyskał habilitację na podstawie rozprawy zatytułowanej Badania modelowe nad wpływem źródła makroskładników i ich relacji ilościowych w diecie na wybrane parametry strukturalne i czynnościowe ustroju, a 20 maja 2005 otrzymał tytuł naukowy profesora nauk rolniczych.
Jeszka był również rektorem Wielkopolskiej Wyższej Szkoły Turystyki i Zarządzania w Poznaniu, a także członkiem Komitetu Nauki o Żywieniu Człowieka Wydziału V Nauk Medycznych Polskiej Akademii Nauk.
Pochowany w Alei Zasłużonych na cmentarzu na Junikowie (AZ-L-108).

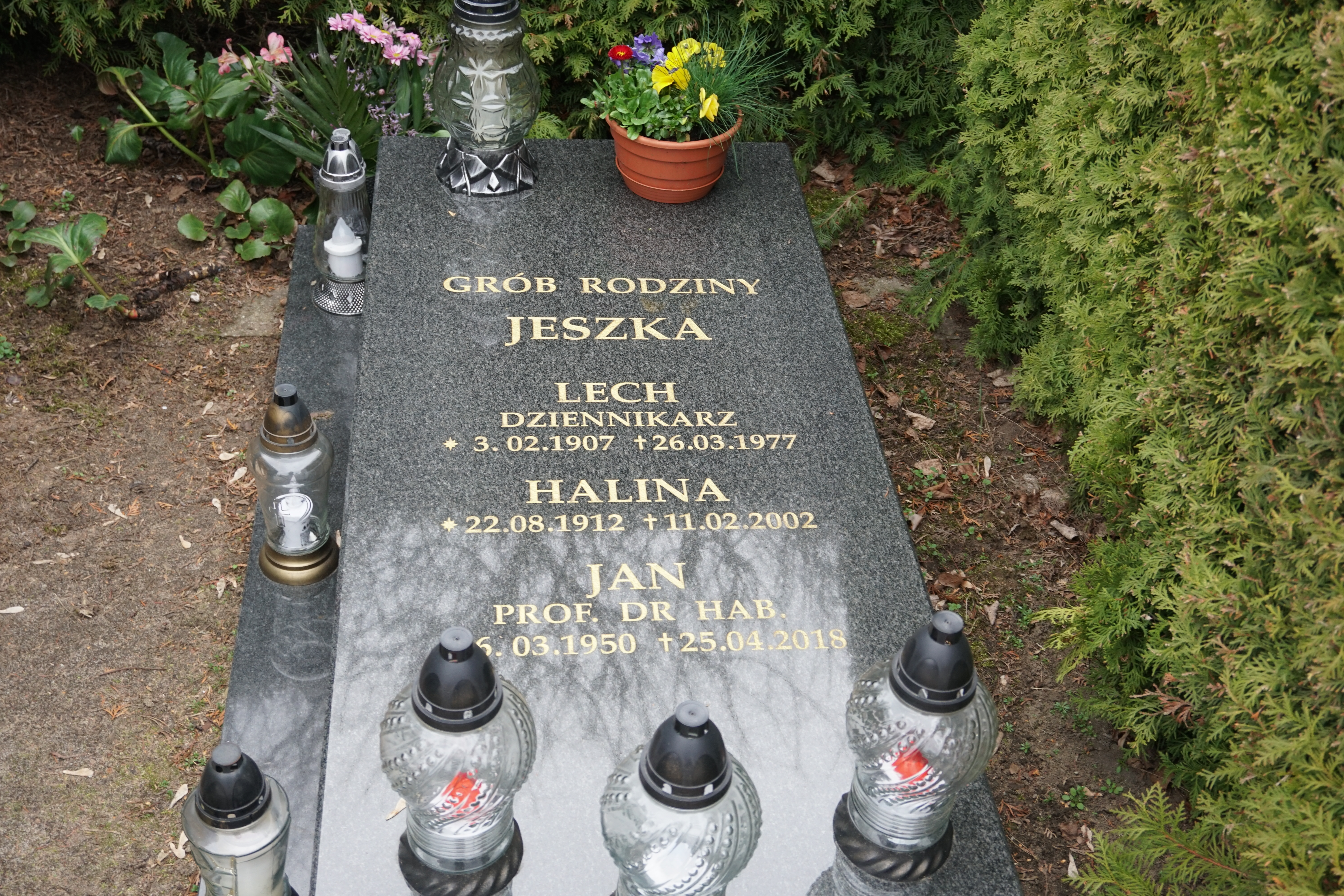
Grób prof. Jana Jeszki na Cmentarzu Junikowskim

## Odznaczenia
- Medal Komisji Edukacji Narodowej[2]
- Złoty Krzyż Zasługi[2]